# شمع سيريسين

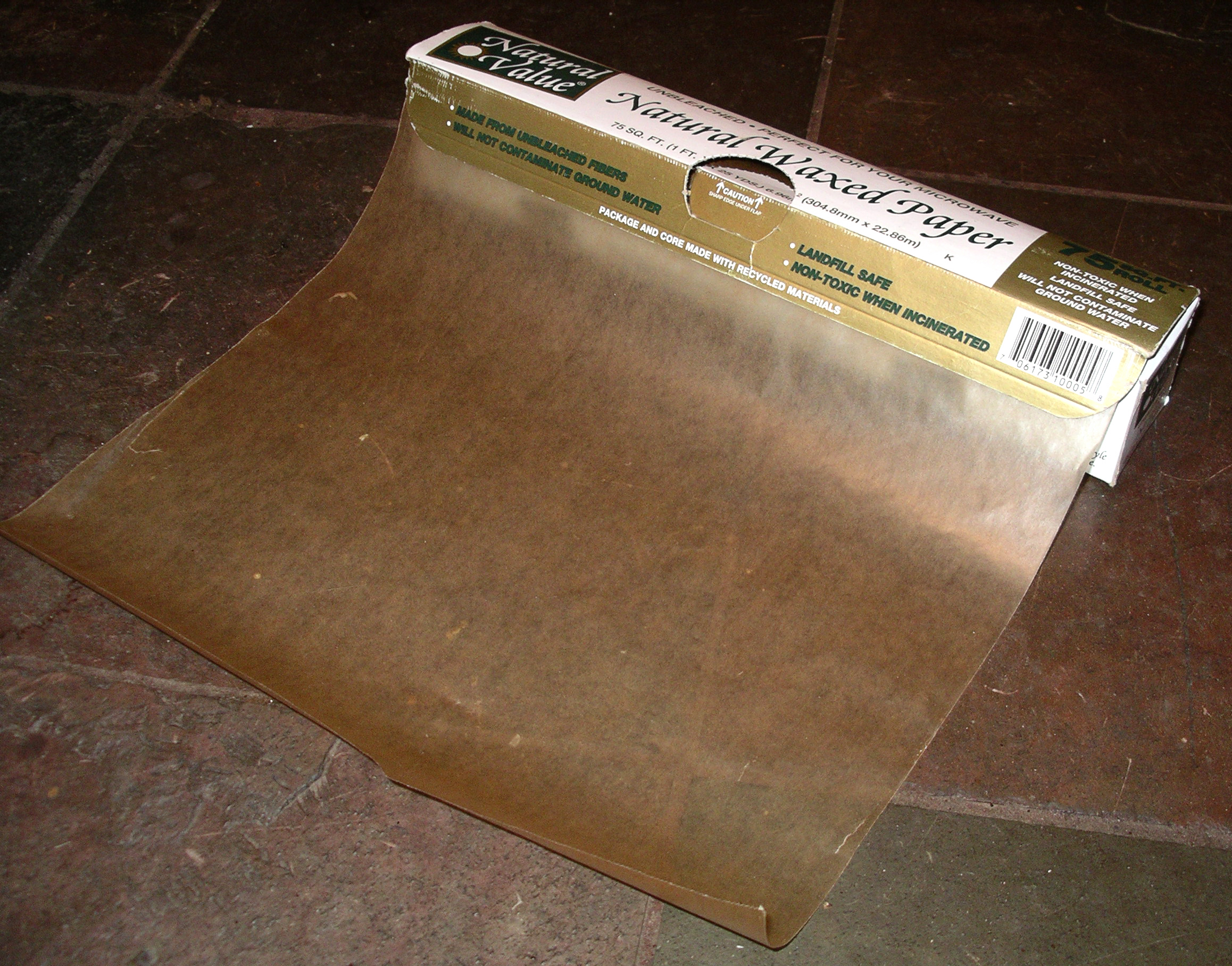
ورق مشمع

سيريسين هو شمع مشتق من الشمع الأرضي من خلال تنقية الأخير بواسطة إجراء التنقية.
غالبًا ما تتألف عملية تنقية الشمع الأرضي معالجة بالحرارة و بحمض الكبريتيك، ولكن هناك إجراءات أخرى مستخدمة أيضًا.

## روابط خارجية
- AKROCHEM® CERESIN WAX ، معلومات عن منتج Akrochem